# Anton Blidh
Anton Blidh (* 14. März 1995 in Mölnlycke) ist ein schwedischer Eishockeyspieler, der seit März 2023 bei den New York Rangers aus der National Hockey League (NHL) unter Vertrag steht und parallel für deren Farmteam, das Hartford Wolf Pack, in der American Hockey League auf der Position des Flügelstürmers spielt. Zuvor verbrachte Blidh sieben Jahre in der Organisation der Boston Bruins aktiv und spielte eine kurze Zeit für die Colorado Avalanche.

## Karriere

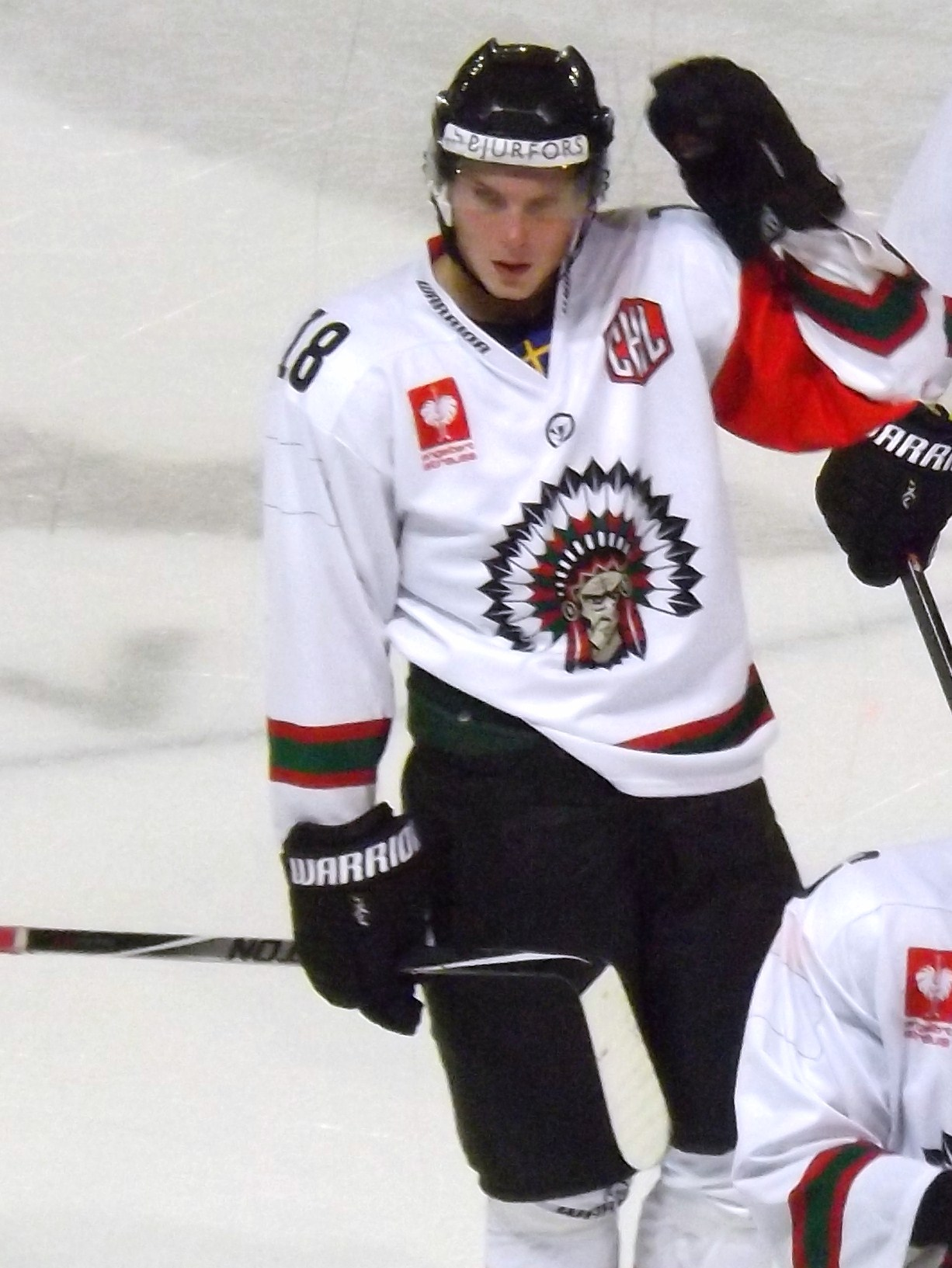
Blidh im Trikot seines Stammklubs Frölunda HC

Blidh verbrachte sein Juniorenzeit in der Nachwuchsabteilung des Frölunda HC aus Göteborg. Bereits als U20-Spieler gelang dem damals 18-Jährigen im Verlauf der Saison 2013/14 der Sprung in den Kader der ersten Mannschaft, die in der Svenska Hockeyligan (SHL) spielte. Zudem war er in der Spielzeit auch auf Leihbasis für den Karlskrona HK in der zweitklassigen HockeyAllsvenskan aktiv. Sein Talent bescherte ihm schließlich die Wahl im NHL Entry Draft 2013 in der sechsten Runde an 180. Position durch die Boston Bruins aus der National Hockey League (NHL). Dennoch verblieb der Stürmer auch noch ein zweites Jahr in seiner schwedischen Heimat und sammelte weitere Spielpraxis in der Svenska Hockeyligan, wo er mit Beginn der Spielzeit 2014/15 uneingeschränkter Stammspieler war.
Nach Beendigung der Saison wurde Blidh im Mai 2015 schließlich von den Bruins unter Vertrag genommen und wechselte daraufhin im Sommer nach Nordamerika. Um sich an die nordamerikanische Spielweise und kleinere Eisfläche zu gewöhnen, verbrachte der Schwede die Saison 2015/16 komplett in der American Hockey League (AHL). Dort lief er für Bostons Farmteam, die Providence Bruins, auf. In 65 Spielen konnte der Angreifer dabei 14 Scorerpunkte sammelte. Nachdem er auch das Spieljahr 2016/17 in Providence begonnen hatte, wurde er im Dezember 2016 erstmals in den NHL-Kader Bostons berufen und feierte dort sein Debüt. Der Schwede verbrachte schließlich sechs Spielzeiten bis zum Sommer 2022 in Boston, ehe er sich als Free Agent dem amtierenden Stanley-Cup-Sieger Colorado Avalanche anschloss. Dort pendelte er bis Anfang März 2023 zwischen dem NHL-Kader und dem Aufgebot des AHL-Farmteams Colorado Eagles, ehe er im Tausch für seinen Landsmann Gustav Rydahl an die Organisation der New York Rangers abgegeben wurde.

### International
Blidh vertrat sein Heimatland im Rahmen der U18-Junioren-Weltmeisterschaft 2013 und der U20-Junioren-Weltmeisterschaft 2015. Mit einem fünften und einem vierten Platz landeten die Mannschaften jeweils knapp außerhalb der Medaillenränge. Der Angreifer konnte sich bei beiden Turnieren in die Scorerliste eintragen. Während ihm bei der U18-Junioren-Weltmeisterschaft in fünf Spielen ein Tor gelang, steuerte er bei der U20-Junioren-Weltmeisterschaft in sieben Turnierspielen ein Tor und zwei Vorlagen bei.

## Erfolge und Auszeichnungen
- 2010 Schwedischer U16-Meister mit dem Frölunda HC

## Karrierestatistik
Stand: Ende der Saison 2023/24

### International
Vertrat Schweden bei:
- U18-Junioren-Weltmeisterschaft 2013
- U20-Junioren-Weltmeisterschaft 2015

(Legende zur Spielerstatistik: Sp oder GP = absolvierte Spiele; T oder G = erzielte Tore; V oder A = erzielte Assists; Pkt oder Pts = erzielte Scorerpunkte; SM oder PIM = erhaltene Strafminuten; +/− = Plus/Minus-Bilanz; PP = erzielte Überzahltore; SH = erzielte Unterzahltore; GW = erzielte Siegtore; 1 Play-downs/Relegation; Kursiv: Statistik nicht vollständig)